# Tenis en Ucrania

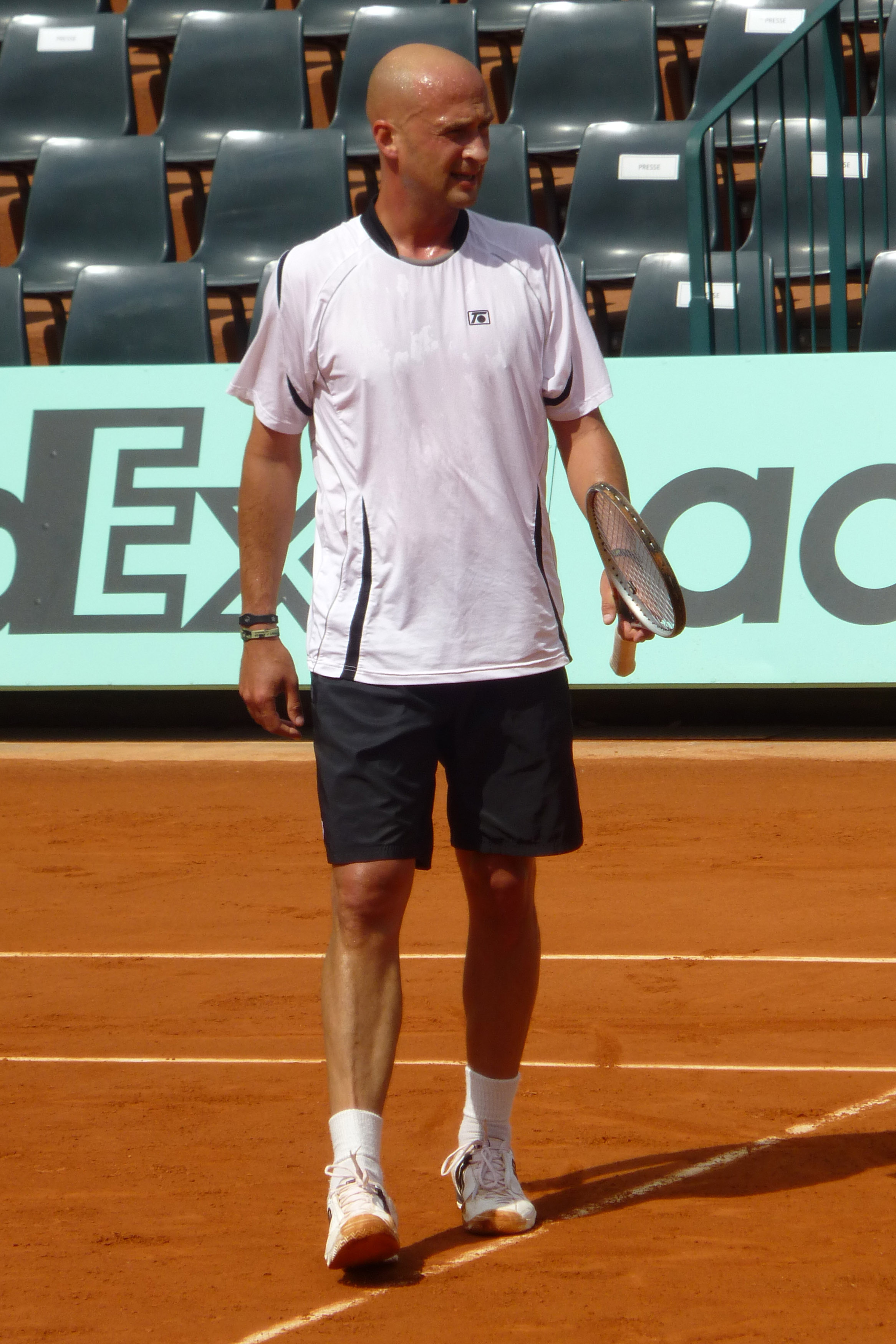
Andriy Medvedev ha sido el mejor tenista ucraniano de la historia. Ganó 4 Masters 1000 y fue finalista en Roland Garros 1999.

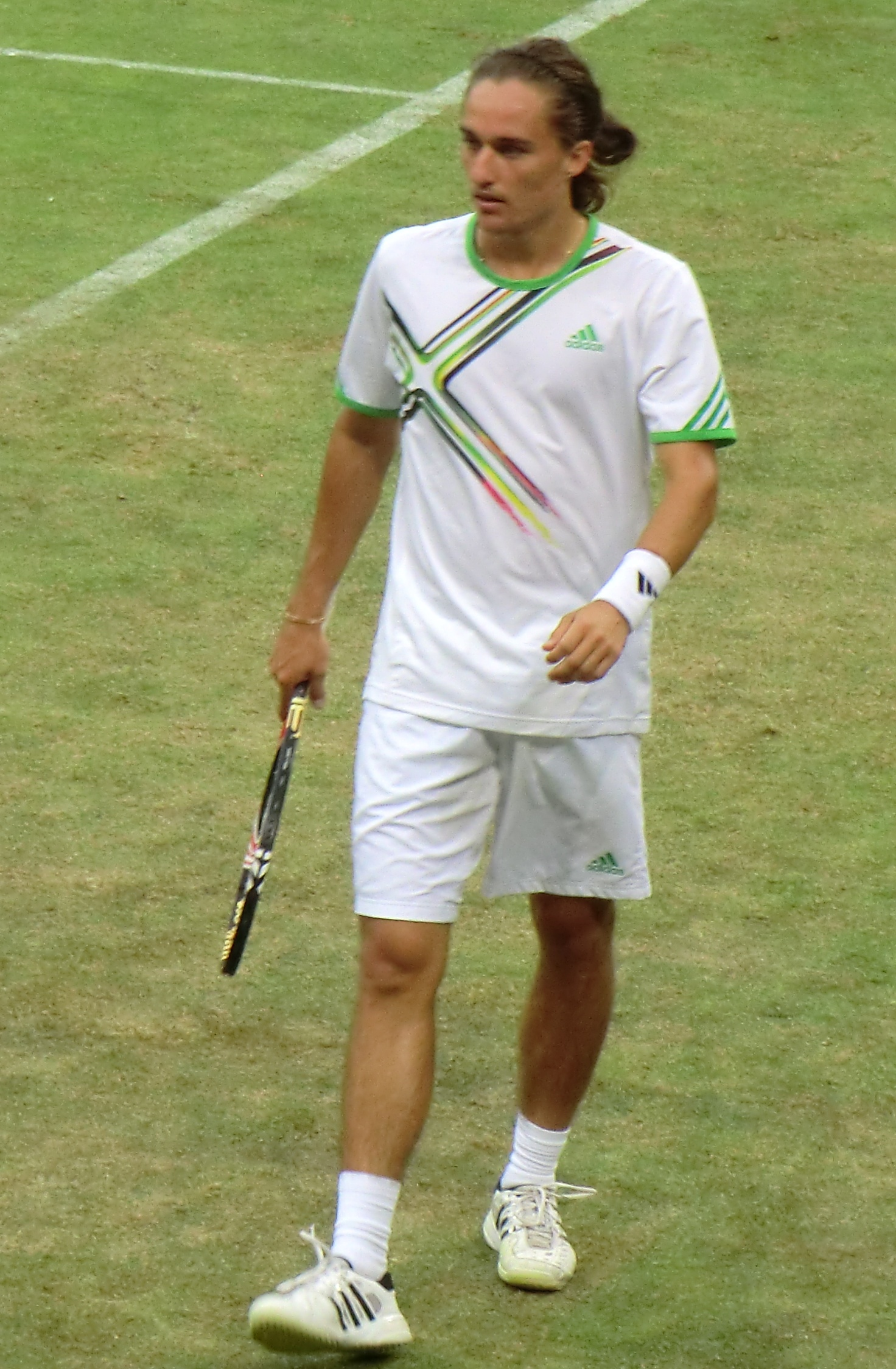
Aleksandr Dolgopólov No. 13 del ranking ATP y ganador de 3 títulos ATP

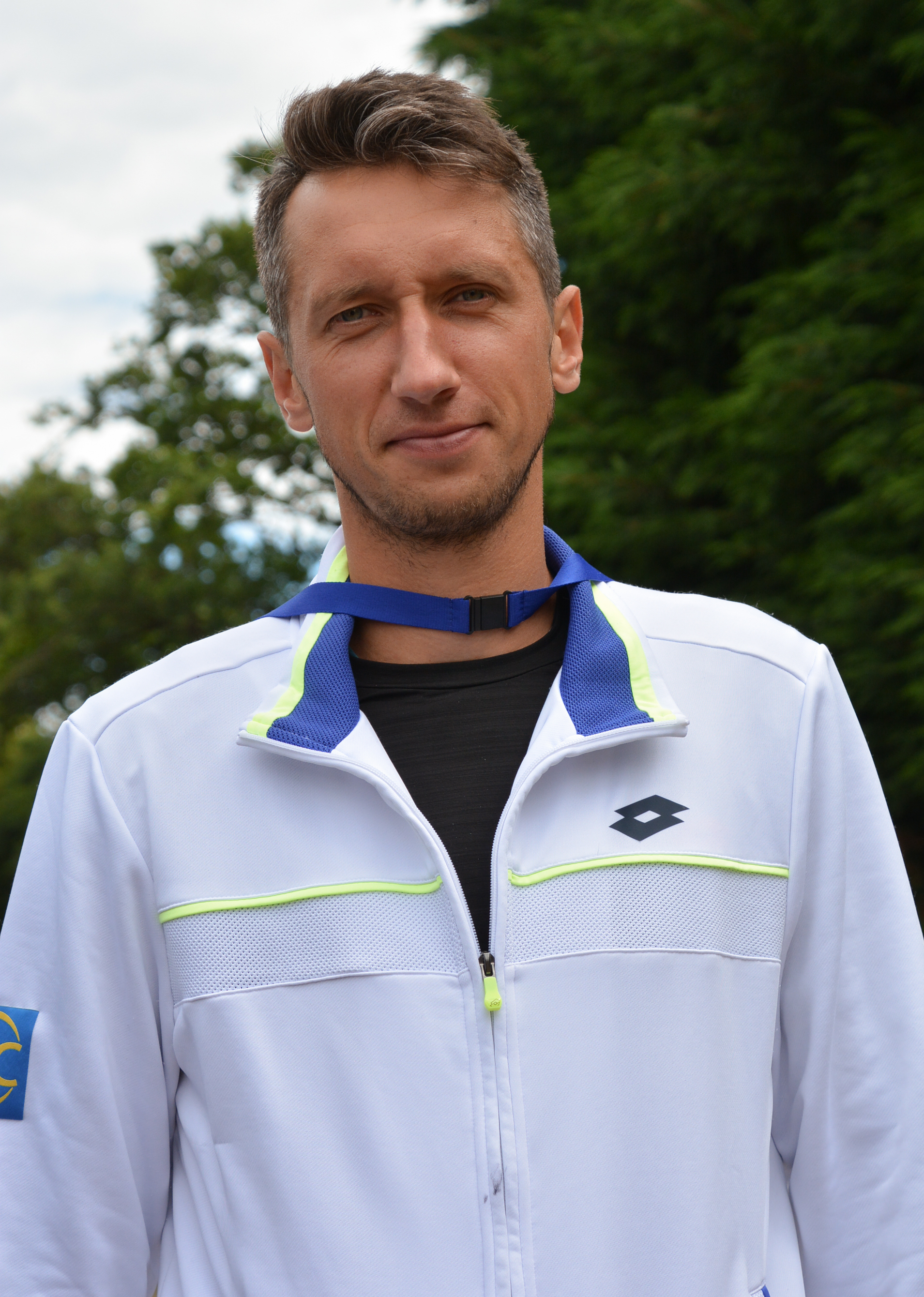
Sergui Stajovski ganador de 4 títulos ATP y No. 31 del ranking ATP

El tenis ucraniano fue especialmente notorio en la década de los 90's gracias a Andriy Medvedev quien alcanzó la final de Roland Garros en 1999, y ganó 4 Masters 1000 junto con otro 7 torneos menores. Posteriormente en la década de 2010 se ha consolidado como una mediana potencia gracias a Aleksandr Dolgopólov, Sergiy Stakhovsky, y Illya Marchenko, quienes han alcanzado cierta continuidad en los Top 50, especialmente el primero. 
Pese al buen nivel de sus tenistas a nivel individual, a nivel de representación nacional, el Equipo de Copa Davis de Ucrania sólo ha logrado llegar a la eliminatoria del grupo mundial en 3 oportunidades.  

## Mejores en el ranking ATP en individuales masculino
Tenistas ucranianos que han estado entre los 100 mejores del ranking ATP.
| Singlista            | Mejor posición | Año  | Títulos |
| -------------------- | -------------- | ---- | ------- |
| Andriy Medvedev      | 4°             | 1994 | 11      |
| Aleksandr Dolgopólov | 13°            | 2012 | 3       |
| Sergiy Stakhovsky    | 31°            | 2010 | 4       |
| Illya Marchenko      | 49°            | 2016 | 0       |

- Datos: Q30916712
- Multimedia: Tennis in Ukraine / Q30916712